# 129259 Tapolca
A 129259 Tapolca (2005 QD75) egy, a fő kisbolygóövbe tartozó kisbolygó, melyet is 2005. augusztus 25-én fedezett föl Sárneczky Krisztián és Szám Dorottya a Piszkéstetői Obszervatóriumban. A kisbolygóöv külső szélén, a Naptól 3,5 CsE távolságban keringő égitest nevét a második felfedező szülőhelyéről, a 20 ezer lakosú Tapolcáról kapta.

## Külső hivatkozások
- A 129259 Tapolca kisbolygó a JPL Small-Body adatbázisában
- Új magyar elnevezésű kisbolygók, köztük a 129259 Tapolca kisbolygó